# Stephanie Beatriz
Stephanie Beatriz Bischoff Alvizuri, född den 10 februari 1981 i Neuquén, Argentina, är en amerikansk skådespelare och modell. Hon är mest känd för rollen Rosa Diaz i komediserien, Brooklyn Nine-Nine. Hon spelar även huvudpersonen i indiefilmen The Light of the Moon.

## Filmografi (i urval)
- 2009 – The Closer (TV-serie)
- 2013–2019 – Modern Family (TV-serie)
- 2013 – Jessie (TV-serie)
- 2013–2021 – Brooklyn Nine-Nine (TV-serie)
- 2016 – Ice Age 5: Scratattack (röst)
- 2017 – The Light of the Moon
- 2017–2019 – Bob's Burgers (TV-serie)
- 2018–2019 – BoJack Horseman (TV-serie)
- 2018 – Hell's Kitchen (TV-serie)
- 2019 – Lego-filmen 2 (röst)
- 2020 – Family Guy (TV-serie) (röst)
- 2020–2021 – Ducktales (TV-serie) (röst)
- 2020 – Central Park (TV-serie) (röst)
- 2021 – Encanto (röst)
- 2024 – Hazbin Hotel (TV-serie) (röst)